# Línea Renraku
La línea Renraku (連絡線 Renraku-sen?) es una de las líneas urbanas del Ferrocarril Iyo. Se extiende desde la estación Heiwadōri 1 (平和通一丁目停留場 Heiwadōri-itchōme-teiryūjō?) hasta la estación Kami-Ichiman (上一万停留場 Kamiichiman-teiryūjō?), todas en la ciudad de Matsuyama de la prefectura de Ehime.

## Datos
- Distancia total: 0,1 km[1]
- Ancho de vía: 1067mm
- Cantidad de estaciones: 2 (incluidas las cabeceras)
- Cantidad de vías: Vía única[1]
- Electrificación: toda la línea (DC600V)

## Recorrido
1. Estación Heiwadōri 1 (平和通一丁目停留場 Heiwadōri-itchōme-teiryūjō?), combinación con la línea urbana Jōhoku.
2. Estación Kami-Ichiman (上一万停留場 Kamiichiman-teiryūjō?), combinación con la línea urbana Jōnan.

### Ramales
- Ramal 1 (Circunvalación en sentido horario): Estación Matsuyamashi → Línea Hanazono → Minami-Horibata → Línea Jōnan → Nishi-Horibata → Línea Ōtemachi → Komachi → Línea Jōhoku → Heiwadōri 1 → Línea Renraku → Kami-Ichiman → Línea Jōnan → Nishi-Horibata → Línea Jōnan → Minami-Horibata → Línea Hanazono → Estación Matsuyamashi
- Ramal 2 (Circunvalación en sentido contra horario): Estación Matsuyamashi → Línea Hanazono → Minami-Horibata → Línea Jōnan → Kami-Ichiman → Línea Renraku → Heiwadōri 1 → Línea Jōhoku → Komachi → Línea Ōtemachi → Nishi-Horibata → Línea Jōnan → Minami-Horibata → Línea Hanazono → Estación Matsuyamashi

## Historia
- 1969: Se inaugura el tramo entre las estaciones Heiwadōri 1 y Kami-Ichiman como parte de la línea Jōnan.
- 2018: Cambiar el nombre a línea_Renraku.[2][3]